# كاليدونيا الجديدة
كاليدونيا الجديدة أو كَليدونِيَة الجديدة (بالفرنسية: Nouvelle-Calédonie) هي تجمع خاص تابع لفرنسا يقع في أوقيانوسيا في جنوب غرب المحيط الهادئ على بُعد 1210 كم (750 ميلًا) إلى الشرق من أستراليا وعلى بُعد 16,136 كم (10,026 ميلاً) إلى الشرق من الأراضي الفرنسية.
يشمل الأرخبيل ـ الذي يعد جزءاً من منطقة ميلانيزيا ـ كلاً من جزيرة غراند تير (وهي الجزيرة الرئيسية في الأرخبيل) وجزر لوايوتيه وجزر شسترفيلد (التي تقع في بحر المرجان) وأرخبيل بيليب وجزيرة الصنوبر وعدد من الجزر النائية. ويطلق سكان كاليدونيا الجديدة على جزيرة غراند تير اسم لو كايو (بالفرنسية: Le Caillou) أي الحصاة.
تبلغ مساحة أراضي كاليدونيا الجديدة 18,576 كيلومتراً مربعاً (7,172 ميلاً مربعاً)، وبلغ عدد سكانها 268,767 وفقاً لتعداد أغسطس 2014. ويتألف سكان كاليدونيا الجديدة من مزيج من شعب الكاناك (السكان الأصليون لكاليدونيا الجديدة) وسكان من أصول أوروبية (من الكالدوش وفرنسيو الأراضي الفرنسية) وشعوب بولينيزية (هم في معظمهم من الواليسيين) وسكان من جنوب شرق آسيا، إلى جانب أقليات ترجع جذورها إلى الأقدام السوداء وجزائريو المحيط الهادئ.
استقر فيها البريطانيون والفرنسيون أثناء النصف الأول من القرن التاسع عشر، وامتلكتها فرنسا في 1853. كانت مستعمرة جزائية لأربعة عقود بعد 1864. عاصمتها نوميا. كان من المتوقع أن تحصل على استقلالها خلال الفترة من 2015 إلى 2019. ، لكن صوّت أكثر من 96.50% ضد الاستقلال عن فرنسا في استفتاء أُقيم في 2021.

## التاريخ

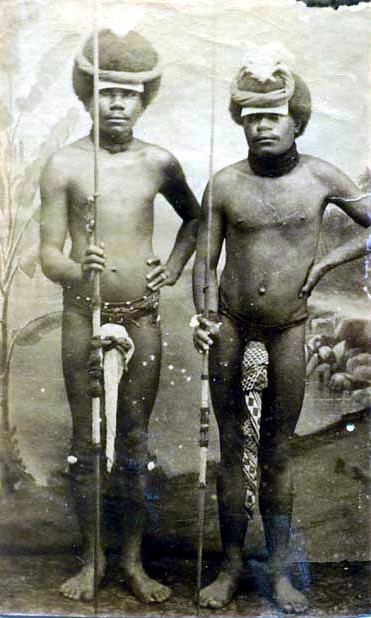
صورة ترجع إلى نحو سنة 1880، يظهر فيها اثنان من محاربي الكاناك وهما يحملان الرماح ويرتديان ما يسمى بيقطينات القضيب

ترجع أول آثار الوجود البشري في كاليدونيا الجديدة إلى حقبة اللابيتا، الذين كانوا على درجة كبيرة من البراعة في الملاحة والزراعة، وتركوا آثارهم على مساحة كبيرة من منطقة المحيط الهادئ.
في 4 سبتمبر 1774، صار المستكشف البريطاني جيمس كوك ـ أثناء رحلته الثانية ـ أول أوروبي يقع بصره على كاليدونيا الجديدة. وقد أطلق كوك عليها اسم «كاليدونيا الجديدة» لأن شمال الجزيرة الشرقي ذكّره باسكتلندا.
اقترب جان فرانسوا دو لابيروز من الساحل الغربي لجزيرة غراند تير سنة 1788، قبيل اختفائه، وهبط الأوروبيون على جزر لوايوتيه للمرة الأولى سنة 1796، ومنذ ذلك العام إلى سنة 1840 لم تتكرر زيارات الأوروبيين إلى الأرخبيل إلا لماماً. وقد تزايدت زيارات الأوروبيين إلى كاليدونيا الجديدة بعد سنة 1840 لغناها بخشب الصندل.
لم تلبث تجارة خشب الصندل أن اتجهت إلى الكساد وظهرت بدلاً منها تجارة جديدة تمثلت في اختطاف سكان كاليدونيا الجديدة ونيو هيبرايدز وبيعهم للعمل في مزراع قصب السكر في فيجي وكوينزلاند، ولم تتوقف إلا في مطلع القرن العشرين. وكان يطلق على ضحايا هذه التجارة «الكاناكا»، وهو اسم كان يُطلق على جميع الشعوب الأوقيانوسية، وهي كلمة مأخوذة من لغة هاواي تعني «رجل».
وصلت بواكير المبشرين إلى كاليدونيا الجديدة في أربعينيات القرن التاسع عشر، وكانت تنتمي إلى جمعية لندن التبشيرية والإخوة المريميين. وفي سنة 1849، قتلت قبيلة بوما طاقم السفينة الأمريكية «كَتَر» (بالإنجليزية: Cutter) وأكلت لحومهم؛ إذ كان أكل لحوم البشر عادة منتشرة في كاليدونيا الجديدة.

### التبعية لفرنسا

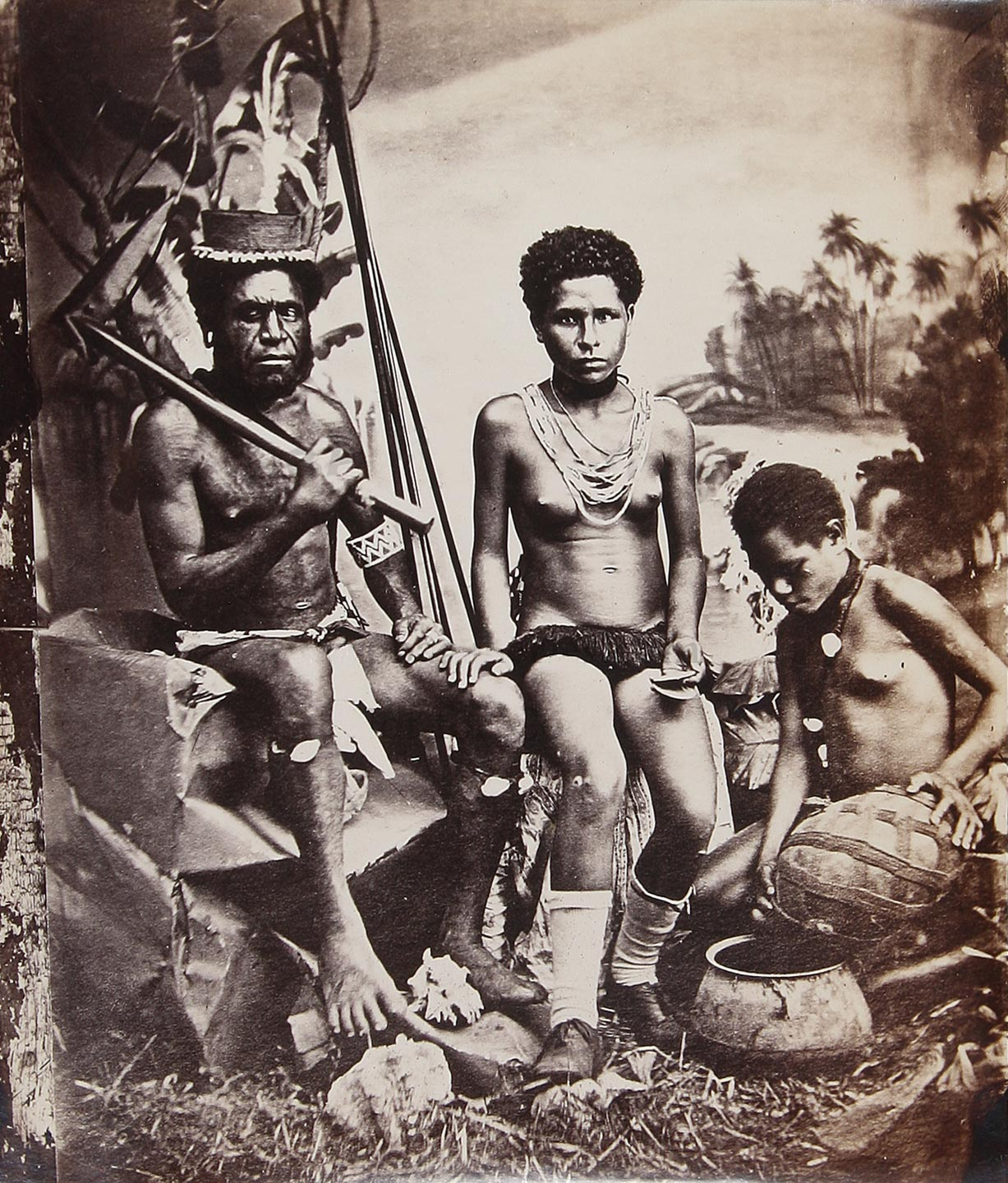
الزعيم المعروف بالملك جاك مع زوجته في سان فنسان بكاليدونيا الجديدة (مطلع القرن العشرين أو أواخر القرن التاسع عشر)

في 24 سبتمبر 1853، استولى الأميرال فيفرييه ديبوانت رسمياً على كاليدونيا الجديدة بأمر من الإمبراطور نابليون الثالث، وأُسست مدينة بور-دو-فرانس (نوميا) في 25 يونيو 1854. ولم تكد تمر أعوام حتى أن استقر بعض المستوطنين الأحرار على الساحل الغربي.
صارت كاليدونيا الجديدة لاحقاً مستعمرة عقابية، ونُفي إليها منذ ستينيات القرن التاسع عشر إلى إيقاف عمليات النفي سنة 1897 قرابة 22 ألف مجرم وسجين سياسي. وقد قدرت نشرة الجمعية العمومية للسجون عدد المدانين الموجودين على الجزيرة في يوم 1 مايو 1888 بعشرة آلاف و428 مداناً، من بينهم 2,329 كان قد أُطلق سراحهم. ويعد هذا العدد أكبر عدد من المدانين احتُجز في أي مستعمرة عقابية فيما وراء البحار على الإطلاق.
كان من بين المدانين العديد من أعضاء كومونة باريس، من بينهم هنري دو روشفور ولويز ميشيل. وقد أُقصي 4200 سجين سياسي إلى كاليدونيا الجديدة في الفترة من 1873 إلى 1876، لم يستقر منهم في المستعمرة سوى أربعون سجيناً، بينما أعيد الباقون إلى فرنسا بعد أن حصلوا على العفو عامي 1779 و1880.
في سنة 1864، اكتُشف النيكل على ضفاف نهر دايهوت، ونشطت أعمال التنقيب عن النيكل مع تأسيس «جمعية النيكل» سنة 1876، واستقدم الفرنسيون العمال للعمل في المناجم من الجزر المجاورة ثم من اليابان وجزر الهند الشرقية الهولندية والهند الصينية الفرنسية. كما حاولت الحكومة الفرنسية تشجيع هجرة الأوروبيين، لكن محاولاتها هذه ذهبت أدراج الرياح.
أُقصي سكان البلاد الأصليون عن الاقتصاد الفرنسي، حتى أنهم أقصوا عن العمل في المناجم، وانتهى بهم الحال إلى وضعهم في معازل، فاندلعت في سنة 1878 انتفاضة عنيفة إثر نجاح الزعيم أتال، كبير زعماء لا فوا، في توحيد العديد من قبائل وسط البلاد. كلفت حرب العصابات التي شنها السكان الأصليون إبان هذه الانتفاضة الفرنسيين حياة مائتين من رجالهم، وتكبد الكاناك نحو ألف خسارة في الأرواح.
قضى العديد من سكان كاليدونيا الجديدة نحبهم من جرّاء الأمراض المعدية التي جلبها الأوروبيون معهم كالحصبة والجدري، فهبط عدد السكان من الكاناك من 60 ألفاً في سنة 1878 إلى نحو 27,100 في سنة 1921، ولم تعد أعدادهم إلى الزيادة إلا في ثلاثينيات القرن العشرين.
وفي أعقاب سقوط فرنسا، صوت المجلس العام لكاليدونيا الجديدة في يونيو 1940 بالإجماع على الوقوف في صف حكومة فرنسا الحرة، وأُجبر الحاكم الموالي لحكومة فيشي على مغادرة البلاد في سبتمبر 1940 إلى الهند الصينية. وفي مارس 1942، صارت المنطقة ـ بمساعدة من أستراليا ـ قاعدة محورية لقوات الحلفاء، وصارت مدينة نوميا مركزاً لقيادة البحرية والجيش الأمريكيين في جنوب المحيط الهادئ. وقد كان الأسطول الذي دحر البحرية اليابانية في معركة بحر المرجان (مايو 1942) متمركزاً في نوميا، وكان عدد الجنود الأمريكيين الموجودين في كاليدونيا الجديدة آنذاك 50 ألف جندي، أي ما يعادل عدد سكان البلاد في ذلك الحين.

### منحها صفة أرض فرنسية فيما وراء البحار
في سنة 1946، وافقت الحكومة الفرنسية على منح كاليدونيا الجديدة صفة «أرض فرنسية فيما وراء البحار»، وفي سنة 1953 مُنح جميع مواطني كاليدونيا الجديدة ـ على اختلاف أعراقهم ـ المواطنة الفرنسية.
تزايدت أعداد السكان الأوروبيين والبولينيزيين في الأعوام التي سبقت ازدهار صناعة استخراج النيكل في الفترة من 1969 إلى 1972، وصار الميلانيزيون أقلية في بلادهم، رغم أنهم ظلوا أكبر مجموعة عرقية فيها. وقد أصدرت حكومة كاليدونيا الجديدة خمسة نظم أساسية في الفترة من 1976 إلى 1988، أحدثت تذمراً واضطرابات سياسية خطيرة بلغت ذروتها بأحداث سنة 1988، التي شهدت مذابح واختطاف رهائن في أوفيا. ولم يعد الاستقرار إلى البلاد إلا بعد توقيع اتفاقية ماتينيون في 26 يونيو 1988. وفي 5 مايو 1998 وُقع اتفاق نوميا الذي وضع الأسس الممهدة لفترة انتقالية مدتها 20 عاماً تنتقل أثنائها السلطات تدريجياً إلى حكومة محلية.

## السياسة

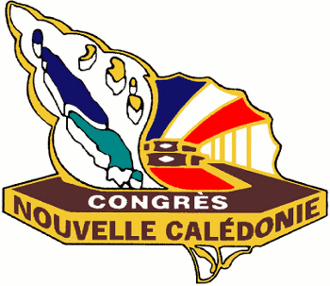
شعار المجلس الإقليمي

تعد كاليدونيا الجديدة إقليماً فريداً من نوعه (باللاتينية: sui generis)، تنتقل إليه السلطات تدريجياً من الحكومة الفرنسية. يتولى حكم البلاد مجلس إقليمي مكوّن من 54 عضواً، وكيان تشريعي يتألف من أعضاء ثلاثة مجالس إقليمية. ويمثل الدولة الفرنسية في الإقليم مفوض سامٍ، كما يمثل كاليدونيا الجديدة في البرلمان الفرنسي اثنان من النواب واثنان من الشيوخ. وقد بلغت نسبة إقبال ناخبي كاليدونيا الجديدة على التصويت في انتخابات 2012 الرئاسية الفرنسية 61.19%.
هيمن على الساحة السياسية في كاليدونيا الجديدة لربع قرن حزب «التجمع من أجل كاليدونيا في الجمهورية» (بالفرنسية: Rassemblement pour une Calédonie dans la République)، وهو حزب مناهض للاستقلال عن فرنسا كما يظهر من اسمه. وقد انتهت هذه الهيمنة بظهور حزب جديد هو حزب «المستقبل معاً» (بالفرنسية: l'Avenir Ensemble)، وهو أيضاً مناهض للاستقلال، ولكنه ينتهج سياسات أكثر انفتاحاً على الحوار مع حركة الكاناك، التي تمثلها «جبهة التحرير الوطنية الكاناكية والاشتراكية» (بالفرنسية: Front de Libération Nationale Kanak et Socialiste)، وهو تكتل يضم عدة مجموعات مؤيدة للاستقلال.

### السلطات العرفية
يتضمن مجتمع الكاناك عدة طبقات من السلطات العرفية، من قبائل تتكون من 4000 إلى 5000 أسرة، إلى المناطق العرفية الثماني (بالفرنسية: aires coutumières) التي يتألف منها الإقليم. ويتزعم القبائل (التي تتكون من 341 عشيرة) زعماء قبائل، ويتزعم كل عشيرة زعيم عشائري، وتنقسم العشائر بدورها إلى 57 مشيخة تقليدية (بالفرنسية: chefferies)، يرأس كلاً منها شيخ، وتتكون منها الأقسام الإدارية الصغرى للمناطق العرفية.
ومجلس الشيوخ العرفي هو جمعية تتألف من المجالس التقليدية العديدة المعروفة عند الكاناك، وله الاختصاص فيما يتعلق بمشاريع القوانين التي تمس هوية الكاناك. ويتكون مجلس الشيوخ العرفي من 16 عضوًا يُعين كل منهم بمعرفة واحد من المجالس التقليدية، بحيث يكون لكل منطقة عرفية ممثلان. وللمجلس دور استشاري، ويجب أن يستشار في مشاريع القوانين «الماسّة بهوية الكاناك»، وهي تلك التي حددها اتفاق نوميا. كما يتسنى لذلك المجلس تداول مشاريع القوانين التي قد تنعكس على الهوية والتشريعات المدنية العرفية ونظام الأرض. ويعين رئيس جديد للمجلس في أغسطس أو سبتمبر من كل عام، وتتداول المناطق العرفية الثماني الرئاسة فيما بينها.
يلجأ الكاناك إلى السلطات العرفية في شؤونهم المدنية كالزواج والتبني والمواريث وبعض شؤون الأرض. وتحترم الإدارة الفرنسية ـ بصفة عامة ـ القرارات التي تُتخذ في إطار النظام العرفي، إلا أن اختصاصها محدود للغاية فيما يتعلق بالأمور الجنائية، وذلك لأن بعض الأمور الخاصة بالنظام القضائي العرفي تتصادم ـ من وجهة نظر الإدارة الفرنسية ـ مع معطيات حقوق الإنسان في فرنسا، ولا سيما استخدام العقاب البدني.

### القوات المسلحة
تتكون القوات المسلحة لكاليدونيا الجديدة (بالفرنسية: Forces armées de Nouvelle-Calédonie) من نحو ألفي جندي، يتمركز معظمهم في كوماك ونانداي وتونتوتا وبلوم ونوميا. وتتألف القوات البرية من فوج من قوات المارين وفوج مشاة بحرية الباسيفيكي. وتتكون القوات البحرية من سفينتي خفر من نوع P400، وسفينة نقل خفيف واحدة، وقارب خفر تابع لقوات الدرك البحري. وتتألف القوات الجوية من ثلاث طائرات نقل من طراز كاسا وأربع مروحيات من طراز بوما ومروحية واحدة من طراز فنك، ومقرها جميعًا في تونتوتا. كما ينتشر في الأرخبيل 760 من جنود الدرك الوطني.

### الوضع القانوني
منذ سنة 1986، أدرجت لجنة الأمم المتحدة لإنهاء الاستعمار كاليدونيا الجديدة في قائمة الأمم المتحدة للأقاليم غير المحكومة ذاتيا. وقد عُقد استفتاء بشأن الاستقلال في العام التالي، إلا أن الغالبية العظمى ممن شاركوا في الإستفتاء صوتوا ضد الاستقلال.
في سنة 1998، وبعد توقيع اتفاق نوميا، الذي جاء في أعقاب فترة من الاضطرابات الرامية إلى الانفصال التي وقعت في الثمانينيات وأُقر في استفتاء عام، تقرر أن تجري كاليدونيا الجديدة استفتاء ثانياً على الاستقلال بين عامي 2014 و2018، وقد حُدد التاريخ الرسمي للاستفتاء ليكون في سنة 2018، وهي السنة التي ينتهي فيها مفعول اتفاق نوميا.
ويحتمل أن يتغير اسم الإقليم بموجب الاتفاق في المستقبل القريب بموجب الاتفاق، الذي نص على أن «تبحث جميع الأطراف مجتمعة عن اسم وعلم ونشيد وطني وشعار وتصميم لأوراق النقد، وذلك للتعبير عن الهوية الكاناكية وعن المستقبل المشترك لجميع الأطراف». إلا أنه لم يحدث حتى اليوم اتفاق على اسم جديد للإقليم. أما عن الرموز الوطنية، فقد بدأت كاليدونيا الجديدة تسير حثيثاً نحو اتخاذ رموز خاصة بها، فاختارت نشيداً وطنياً، وشعاراً، وتصميماً جديداً لأوراق النقد. وفي يوليو 2010، اتخذت كاليدونيا الجديدة العلم الكاناكي ـ إلى جانب العلم الفرنسي ثلاثي الألوان ـ علماً رسمياً مزدوجاً للإقليم. وقد جعل ذلك كاليدونيا الجديدة واحدة من الأقاليم القليلة في العالم التي تعتمد علمين وطنيين بشكل رسمي. وقد كان قرار اتخاذ علمين للإقليم محل خلاف دائم بين الجانبين، وأدى إلى سقوط الائتلاف الحكومي في فبراير 2011.
استفتاء استقلال كاليدونيا الجديدة 2018 تم في 4 نوفمبر 2018. اختار المصوتون بين البقاء تحت سلطة فرنسا أو الاستقلال. أعلنت الحكومة الفرنسية أنها ستعترف وتلتزم بنتائج الاستفتاء. إذا فشل الاستقلال، ستتاح لسكان كاليدونيا الجديدة الفرصة للتصويت مجدداً في 2020 و2023، إذا وافق ثلث أعضاء الجمعية المحلية على السماح بإجراء الاستفتاء مرة أخرى.

### المحادثات السياسية في باريس لعام 2025
وجه الرئيس إيمانويل ماكرون في 24 يونيو عام 2025 دعوةً إلى كل من القادة المؤيدين والمعارضين للاستقلال من كاليدونيا الجديدة للمشاركة في محادثات في باريس تبدأ في 2 يوليو عام 2025، بهدف التفاوض على مستقبل حوكمة الإقليم ووضعه. تشمل أهداف المحادثات إطارًا سياسيًا منقحًا لكاليدونيا الجديدة، قد يشمل مزيدًا من الحكم الذاتي وإعادة صياغة القواعد الانتخابية، والتحديات الاجتماعية والاقتصادية، مثل الاقتصاد المعتمد على النيكل، وتوظيف الشباب، والتعافي بعد الاضطرابات.
اختُتمت أسابيع من المفاوضات في 13 يوليو 2025 باتفاق بين جميع الأطراف على بقاء كاليدونيا الجديدة ضمن فرنسا، ولكن مع مستويات أعلى من الحكم الذاتي، ووضع الدولة، وترتيبات الجنسية المزدوجة للراغبين في ذلك. وستتطلب الاتفاقية التصديق من قبل مجلسي البرلمان الفرنسي، يليه إجراء استفتاء في كاليدونيا الجديدة عام 2026. وتشير الأفكار الأولية حول الاتفاقية إلى أنها ليست ما يأمله مؤيدو الاستقلال، ولكن إقامة الدولة يمثل تنازلاً كبيرًا من جانب فرنسا.

## التقسيمات الإدارية
التنظيم المؤسسي هو نتيجة القانون الأساسي والقانون العادي اللذين أقرهما البرلمان في 16 فبراير عام 1999.
يُقسم الأرخبيل إلى ثلاث مقاطعات:
- مقاطعة الجنوب (المقاطعة الجنوبية). عاصمتها: نوميا. مساحتها: ٩٤٠٧ كيلومترات مربعة. عدد السكان: ٢١٢٠٨٢ نسمة (٢٠١٩).
- مقاطعة الشمال (المقاطعة الشمالية). عاصمتها: كوني. مساحتها: ٧٣٤٨ كيلومترًا مربعًا. عدد السكان: ٤٩٩١٠ نسمة (٢٠١٩).
- مقاطعة جزر لويالتي (مقاطعة جزر لويوتي). عاصمتها: ليفو. مساحتها: ١٩٨١ كيلومترًا مربعًا. عدد السكان: ١٨٣٥٣ نسمة (٢٠١٩).

تنقسم كاليدونيا الجديدة أيضًا إلى 33 بلدية. وبلدية بويا مقسمة بين مقاطعتين. والنصف الشمالي من بويا، الذي يضم المستوطنة الرئيسية ومعظم السكان، يتبع المقاطعة الشمالية، بينما النصف الجنوبي من البلدية، الذي بلغ عدد سكانه 210 نسمة فقط عام 2019، يتبع المقاطعة الجنوبية.

## جغرافيا

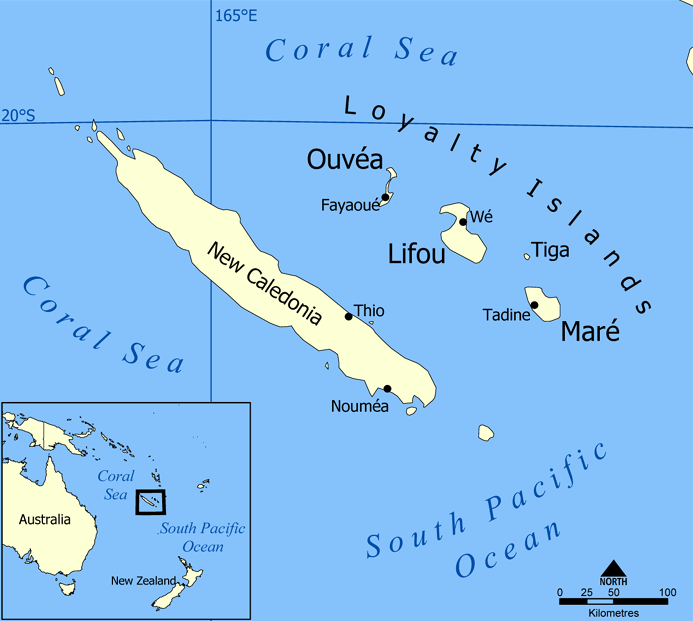
كاليدونيا الجديدة

تقع كاليدونيا الجديدة في قارة أوقيانوسيا في جنوب المحيط الهادي، شرق أستراليا. مساحتها الكلية 19060 كم2، 485 كم2 منها مياه. المناخ في كاليدونيا الجديدة استوائي؛ ملطف بالرياح التجارية الجنوبية الشرقية؛ وكذلك رطب وحار.
كانت كاليدونيا الجديدة في الماضي جزءًا من قارة زيلانديا، ويُعتقد أن كاليدونيا الجديدة قد انفصلت عن أستراليا منذ نحو 66 مليون سنة، متجهة صوب الشمال الشرقي، لتصل إلى موقعها الحالي منذ نحو 50 مليون سنة.
تنقسم الجزيرة الرئيسية طوليًا بسلسلة جبال مركزية، أعلى قممها هو جبل بانييه (1629 مترًا) في الشمال وجبل همبولت (1618 مترًا) في الجنوب الشرقي. والساحل الشرقي مكسو بخضرة غزيرة، أما الساحل الغربي ـ وبه سهول سافانا شاسعة وسهول ملائمة للزراعة ـ فهو أكثر جفافًا، وتوجد على امتداد هذا الساحل عدة جبال غنية بالخامات المعدنية.

### المناخ
تتميز الجزيرة بمناخ استوائي، إذ يمتد موسم حار ورطب من نوفمبر حتى مارس، وتتراوح درجات الحرارة بين 27 و30 درجة مئوية (81 و86 درجة فهرنهايت)، وموسم بارد وجاف من يونيو حتى أغسطس، وتتراوح درجات الحرارة بين 20 و23 درجة مئوية (68 و73 درجة فهرنهايت)، ويربطهما فاصلان قصيران. ويعتدل المناخ الاستوائي بشدة بفعل تأثير المحيطات والرياح التجارية التي تخفف من الرطوبة، التي قد تصل إلى 80%. ويبلغ متوسط درجة الحرارة السنوية 23 درجة مئوية، مع درجات حرارة قصوى تاريخية تتراوح بين 2.3 و39.1 درجة مئوية (36.1 و102.4 درجة فهرنهايت).
تشير سجلات هطول الأمطار إلى اختلاف كبير في معدل هطول الأمطار داخل الجزيرة. إذ يبلغ معدل هطول الأمطار المسجل في غالارينو 3000 مليمتر (120 بوصة)، وهو ثلاثة أضعاف متوسط هطول الأمطار على الساحل الغربي. وتمر أيضًا فترات جفاف بسبب تأثيرات ظاهرة النينا. وبين ديسمبر وأبريل، قد تسبب الأعاصير الاستوائية تجاوز سرعة الرياح 100 كيلومتر في الساعة (62 ميلًا في الساعة)، مع هبات تصل سرعتها إلى 250 كيلومترًا في الساعة (160 ميلًا في الساعة) وهطول أمطار غزيرة جدًا. وكان آخر إعصار يؤثر على كاليدونيا الجديدة هو إعصار نيران، في مارس عام 2021.

## البيئة
تتميز كاليدونيا الجديدة بالعديد من الأنواع الفريدة، خاصةً الطيور والنباتات. وتتمتع بأكبر تنوع بيولوجي في العالم لكل كيلومتر مربع. يعود هذا التنوع البيولوجي إلى سلسلة جبال غراند تير المركزية، التي خلقت مجموعة متنوعة من البيئات والتضاريس والمناخات المحلية التي تزدهر فيها الأنواع المتوطنة.
تعد كاليدونيا الجديدة من الدول التي تنبعث منها مستويات عالية من ثاني أكسيد الكربون للفرد مقارنةً بالدول الأخرى، ويرجع ذلك إلى حد كبير إلى صناعة النيكل. عام 2019، بلغ معدل انبعاث ثاني أكسيد الكربون 55.25 طنًا للفرد، مقارنةً بنحو 4.81 طنًا لفرنسا. وجعلها مزيج التنوع البيولوجي الاستثنائي وحالتها المهددة بالانقراض واحدة من أهم بؤر التنوع الحيوي على وجه الأرض.
عام 2001، مُنح برونو فان بيتيغيم جائزة جولدمان للبيئة لجهوده نيابةً عن حركة حماية البيئة الكاليدونية في مواجهة «التحديات الخطيرة» التي واجهها حزب جاك لافلور، حزب التجمع من أجل كاليدونيا الجديدة (RPCR). وقد أُحرز تقدم في بعض المجالات المتعلقة بحماية التنوع البيئي في كاليدونيا الجديدة من الحرائق، والتنمية الصناعية والسكنية، والنشاط الزراعي غير المقيد، والتعدين -مثل الإلغاء القضائي لرخصة التعدين لشركة INCO في يونيو عام 2006 بسبب ادعاءات بانتهاكات.
في عام 2008، أُدرجت ست بحيرات شاطئة من الحيد المرجاني لكاليدونيا الجديدة في قائمة اليونسكو للتراث العالمي، ويعد الحيد أطول نظام حيد مرجاني مستمر في العالم.

### النباتات
تنحدر حيوانات ونباتات كاليدونيا الجديدة من أنواع قديمة انعزلت في المنطقة عندما انفصلت عن غندوانا قبل عشرات ملايين سنين. لم تتطور هنا الأنواع المتوطنة فحسب، بل تطورت أجناس وفصائل وحتى رتب بأكملها، وهي فريدة من نوعها في الجزر.
تتوطن في كاليدونيا الجديدة أنواع من عاريات البذور الاستوائية أكثر من أي منطقة مماثلة على وجه الأرض. ومن بين 44 نوعًا محليًا من عاريات البذور، يوجد 43 نوعًا متوطنًا، تتضمن عاريات البذور الطفيلية الوحيدة المعروفة طفيلي أوستا، ومن بين 35 نوعًا معروفًا من الأروكاريا، هناك 13 نوعًا متوطنًا في كاليدونيا الجديدة. تضم كاليدونيا الجديدة أكثر سلالات كاسيات البذور تباينًا في العالم، وهي أمبوريلة شعراء الساق، التي تقع عند قاعدة فرع جميع كاسيات البذور أو بالقرب منها.
أكبر أنواع السراخس الباقية في العالم، سفيروبتريس إنترميديا، متوطن أيضًا في كاليدونيا الجديدة. ينتشر هذا السرخس بكثرة في التربة الحمضية، وعادةً ما يوجد في الأراضي البور أو في مساحات الغابات المفتوحة، وينمو بمعدل متر واحد تقريبًا سنويًا على الساحل الشرقي. هناك أيضًا أنواع أخرى من السراخس الشجرية، أبرزها سفيروبتوريس نوفا كاليدونيا.
كاليدونيا الجديدة أيضًا واحدة من خمس مناطق على الكوكب تستوطنها أنواع من شجر الزان الجنوبي (نوثوفاجوس)؛ ومن المعروف وجود خمسة أنواع منها هناك.
تتميز كاليدونيا الجديدة بنوعها الخاص من الأجمة المتوسطية (أجمة مينير) التي تنمو في التربة الغنية بالمعادن، خاصةً في الجنوب. وكانت تربة الصخور فوق المافية (مناطق التعدين) ملاذًا للعديد من أنواع النباتات المحلية التي تكيفت مع المحتوى المعدني السام للتربة، الذي لا تتكيف معه معظم الأنواع النباتية الأجنبية، ما حال دون غزو النباتات المحلية أو نزوحها.
تقع منطقتان بيئيتان أرضيتان ضمن أراضي كاليدونيا الجديدة: غابات كاليدونيا الجديدة المطيرة وغابات كاليدونيا الجديدة الجافة.

## خصائص سكانية
المجموعات العرقية في كاليدونيا الجديدة هي: 42.5 % ميلانيسيون، 37.1 % أوروبيون (أغلبهم فرنسيون)، 8.4 % واليسيون، 3.8 % بولينيزيون، 3.6 % إندونيسيون، 1.6 % فيتناميون، وعدد من الجزائريين الذين ينحدرون من المنفيين من الجزائر في القرن 19م بعد مقاومة الشيخ المقراني للاحتلال الفرنسي.

## اللغة
اللغة الرسمية في كاليدونيا الجديدة هي اللغة الفرنسية، كما توجد فيها 33 لهجة ميلانيسية بولينيزية.

## الزراعة
أهم المحاصيل الزراعية السائدة في كاليدونيا الجديدة هي البصل والكراث والفجل موجود بكثرة.

## اقتصاد
كاليدونيا الجديدة لها حوالي 25 % من النيكل العالمي المعروف. فقط مساحة صغيرة من الأرض مناسبة للزراعة، ويمثل الغذاء حوالي 20 % من الواردات. بالإضافة إلى النيكل، تحصل على دعم مالي كبير من فرنسا يساوي أكثر من ربع الناتج المحلي الإجمالي، والسياحة هي إحدى مفاتيح الاقتصاد هناك. الاستثمار الجديد الكبير في صناعة النيكل اندمج مع تحسن أسعار النيكل العالمية.